# Clarke Bay
Die Clarke Bay ist eine 10 km breite Bucht an der Lassiter-Küste des Palmerlands auf der Antarktischen Halbinsel. Sie liegt südlich des Kap Fiske auf der Ostseite der Smith-Halbinsel. Die Bucht wird westlich von einem Gletscher flankiert und ist üblicherweise von Meereis eingenommen. Die Clarke Bay gehört, wie im Jahr 2008 entdeckt, zu den Brutgebieten des Kaiserpinguins.
Das UK Antarctic Place-Names Committee benannte sie am 17. März 2009 nach dem britischen Meeresbiologen Andrew C. Clarke von der University of St Andrews und der University of East Anglia, der als leitender Wissenschaftler von 2000 bis 2009 für den British Antarctic Survey tätig war und von 1988 bis 1999 deren meeresbiologische Abteilung leitete.